# 竹中勇人
竹中 勇人（たけなか いさと、1953年（昭和28年）6月1日 - ）は、日本の政治家。元大阪府泉南市長（2期）。

## 来歴
大阪府泉南市出身。
1972年（昭和47年）3月、清風高等学校卒業。
1976年（昭和51年）3月、関西大学工学部化学工学科卒業。同年4月、泉南市役所に入庁。
1993年（平成5年）3月、市役所在職中に近畿大学法学部法律学科卒業。
2010年（平成22年）4月、総務部長就任。
2013年（平成25年）4月、泉南市副市長に就任。
2014年（平成26年）5月18日に行われた泉南市長選挙に、自由民主党・民主党・公明党の推薦を受けて出馬。元市議の森裕文、元市議の小山広明ら新人2候補との戦いを制し初当選した。次点の森とはわずか16票差であった（竹中：8,904票、森：8,888票、小山：3,687票）。投票率は43.45％。5月22日、市長就任。
2018年（平成30年）、元市議の小山広明を破り再選。投票率は27.71％で過去最低を記録した。
2021年（令和3年）12月21日の市議会本会議で、次の市長選に出馬せず、今期限りで市長を引退する意向を明らかにした。
2022年（令和4年）2月2日、微熱とのどの痛みの症状があったため、PCRの検査キットを購入し、5日に検体を送ったところ、6日、新型コロナウイルス陽性が判明した。7日、市は竹中が感染したことを発表した。
5月21日、市長を退任。後任は山本優真。